# St. Johann (Dillingen)

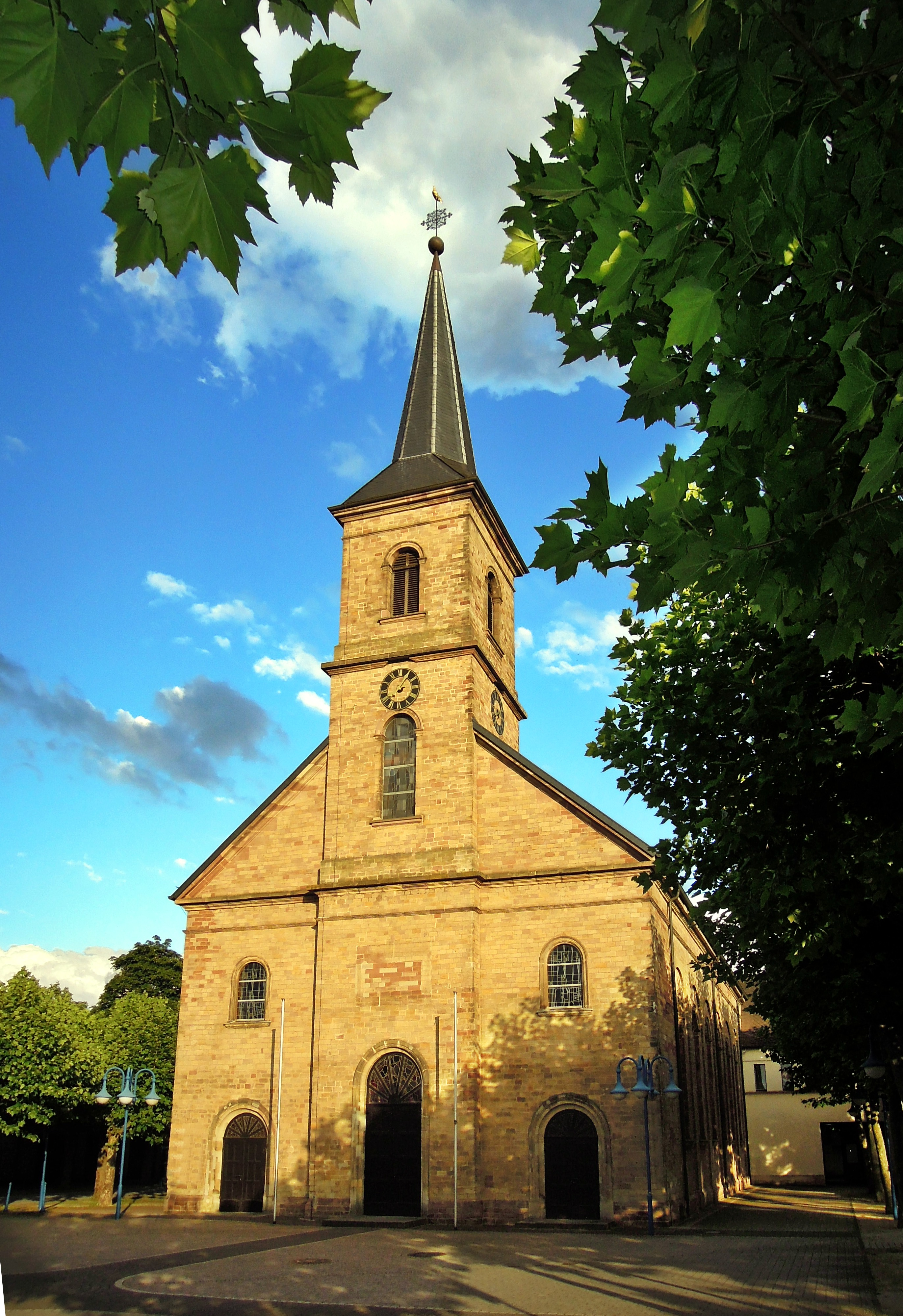
Blick von Westen

Die in den Jahren 1844 bis 1845 im Stil des späten Klassizismus erbaute denkmalgeschützte Kirche St. Johann in Dillingen ist eine katholische Kirche und gehört zur Pfarreiengemeinschaft Dillingen, die sich in die fünf Gemeinden Hl. Sakrament, St. Josef, Maria Trost, St. Maximin und St. Johann untergliedert. Sie ist die Mutterkirche der Dillinger Innenstadtpfarreien und wird im Volksmund auch Alt Kirch genannt. Die Kirche ist dem Bistum Trier zugeordnet. Patroziniumstag ist das Hochfest der Geburt des hl. Johannes des Täufers (24. Juni).

## Geschichte und Architektur
Von einem funktionierenden Pfarreiwesen in Dillingen kann man vermutlich erst seit dem Frühmittelalter sprechen. Als erster schriftlich bekannter Pfarrer in Dillingen wird von Philipp Schmitt ein im Jahr 1317 verstorbener Geistlicher mit Namen Gerardus erwähnt. Unter den Patronats- und Zehntherren in Dillingen erscheinen zuerst die Herren von Siersberg. Ritter Arnold von Siersberg schenkte am 21. Juli 1262 seine Rechte der Abtei Mettlach, die noch im Jahr 1389 einen Pfarrer für Dillingen präsentierte. Im Jahr 1427 war der Abt der Abtei Wadgassen in Dillingen Kollator und besetzte die Pfarrei Dillingen vermutlich mit Wadgasser Mönchen als Seelsorger. Als aber nach dem Jahr 1554 die Freiherren von Braubach den Herren von Siersberg in der Herrschaft von Dillingen gefolgt waren, brachten diese das Kollationsrecht der Abtei Wadgassen im Jahr 1595 in ihren Besitz. Ab diesem Zeitpunkt waren es die jeweiligen Herren von Dillingen, die die Pfarrer einsetzten.
Ein Vorgängerbau für die im Jahr 1150 zum ersten Mal urkundlich erwähnte heutige Pfarrkirche St. Johannes der Täufer wurde 1450 vom Seigneur Johann von Dillingen gebaut. Die im spätgotischen Stil erbaute Kirche hatte ein Kreuzgewölbe, ein Doppelfenster im Chor und lediglich vier Fenster im Schiff. Im Visitationsprotokoll von 1618 werden drei Altäre erwähnt.
Beim Abbruch der Kirche fand man 1729 einen Wappenstein der Familie von Hagen und Bruchstücke des Wappens derer von Siersberg-Dillingen, was auf Bestattungen von Mitgliedern der Familien hindeutet. Die in den Kriegszeiten des 17. Jahrhunderts, insbesondere im Dreißigjährigen Krieg, entstandenen Schäden wurden 1676 behoben. Das Sakramentshäuschen wurde in den 1728 errichteten Nachfolgebau integriert. Ebenso wurden Teile des alten Turms für ein neues griechisches Portal verwendet.

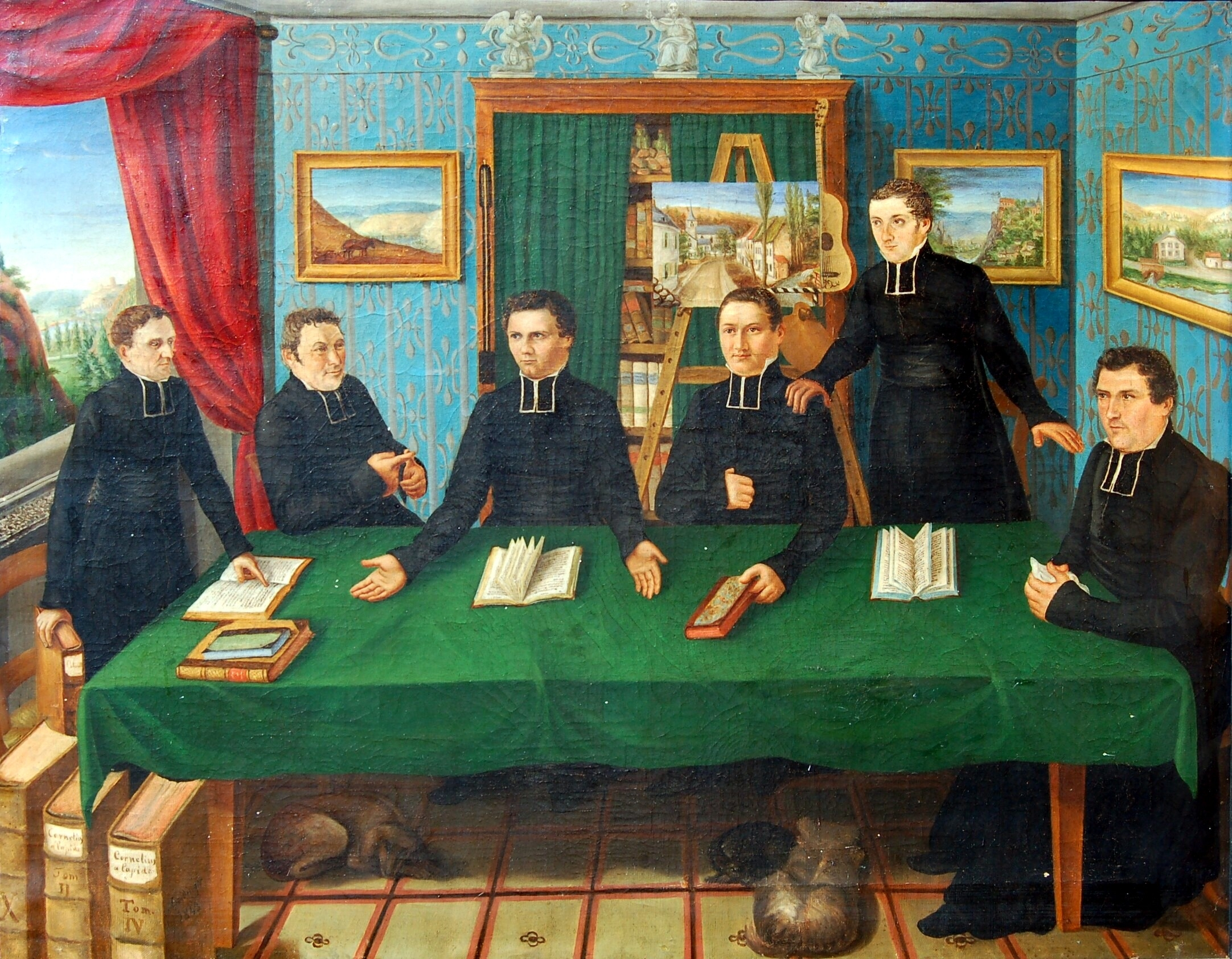
Franz Xaver Leidinger: Pastor und Heimatforscher Philipp Schmitt (3. v. l.), der Initiator des Dillinger Kirchenneubaues während einer Konferenz mit seinen Amtskollegen der Nachbarpfarreien (1843, 84 cm × 63 cm, Pfarrhaus Beckingen)

Die Konsekration durch den Trierer Weihbischof Lothar Friedrich von Nalbach fand am 25. August 1732 statt. Der Hochaltar war die Schutzpatronin der Kirche der heiligen Lucia, die Nebenaltäre der Muttergottes und dem heiligen Sebastian geweiht. Kardinal Georgius de Lacaris schenkte der Gemeinde 1775 in einer silbernen Kapsel untergebrachten Reliquien der hl. Lucia. Diese wurde, in einer größeren Kapsel eingeschlossen, den Gläubigen zum Kuss gereicht. Die Kapsel verschwand in der Revolution, die Gebeine wurden noch im folgenden Jahrhundert verwendet.
Der 1728–1732 in vierjähriger Bauzeit erstellte Bau wurde wiederum zu klein, da die Bevölkerung mit der Entwicklung der Hütte stark angewachsen war.

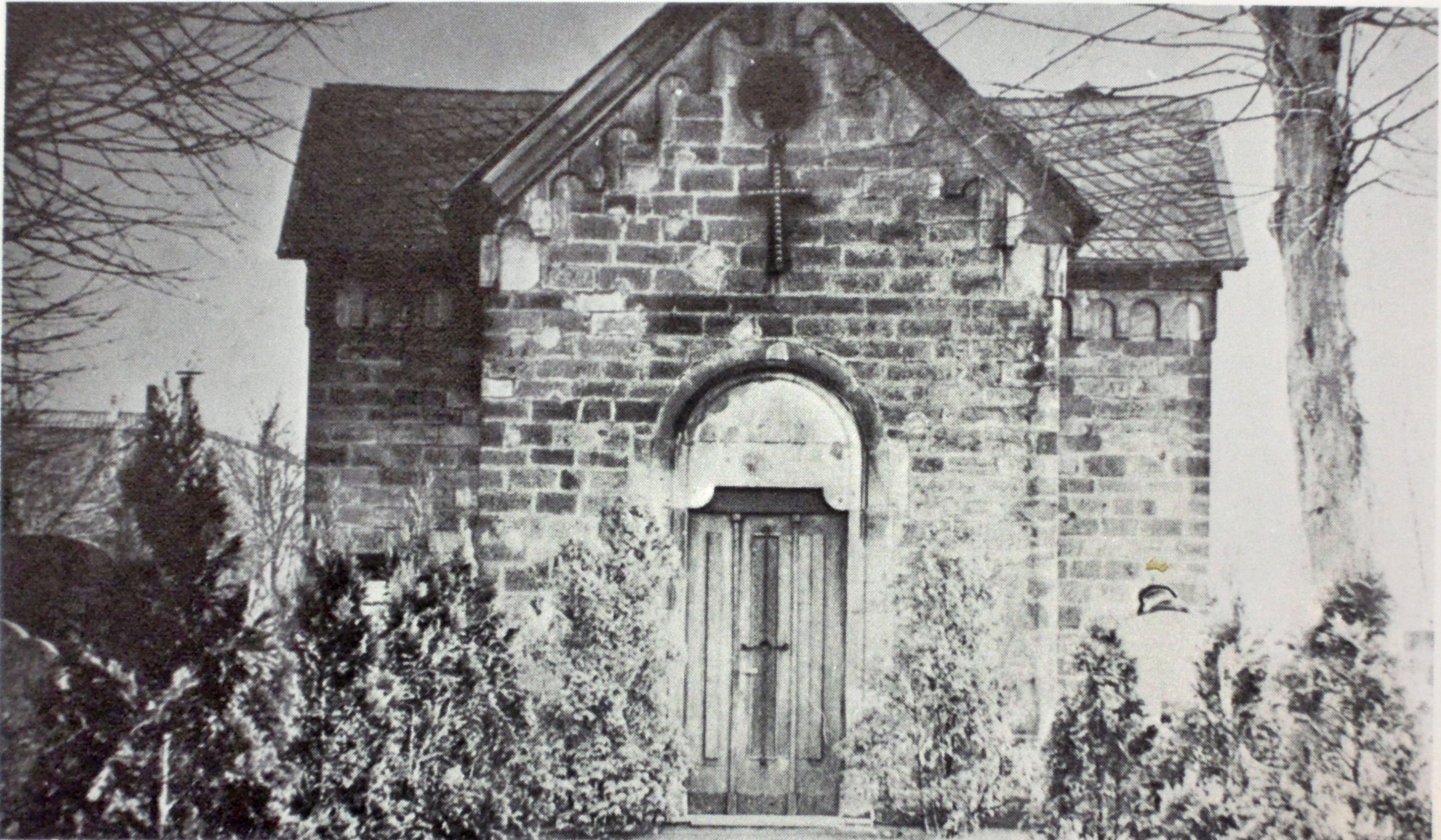
Friedhofskapelle und Körperhäuschen (Leichenhalle) des 1872 entstandenen neuen Friedhofs

Der Bauherr der heutigen Kirche Pfarrer Philipp Schmitt fand beim Bau noch u. a. den Hut eines Spitzbogens und drei Schlusssteine des Vorgängerbaus. Während des 1844 begonnenen und 1845 beendeten Bauvorgangs ereignete sich nur ein Unfall. Die geplanten Baukosten von 9000 Talern (1 Taler = 3 Franken und 75 Centimes) wuchsen auf 14000 Taler an. Der Pfarrer brachte sein Einkommen und Eigenarbeit entsprechend 1000 Talern ein. Philipp Schmitt hat die Entstehungsgeschichte des neuen Kirchenbaues eher nachlässig dokumentiert. So ist der Architekt des Neubaues bisher unbekannt. Auch der Wechsel des bisherigen Patroziniums von der heiligen Luzia auf das Johannes des Täufers gibt Rätsel auf. Vielleicht ist die Abweichung vom bisherigen Patrozinium der Dillinger Kirche auf die nahe gelegene ehemalige Einsiedelei auf dem Limberg zurückzuführen, die sich in Regel und Lebensweise der deutschen Kongregation der Eremitenbrüder vom heiligen Johannes dem Täufer angeschlossen hatte. Eine gewisse Nähe des Kirchenneubaues zur architektonischen Formensprache des Koblenzer Architekten Johann Claudius von Lassaulx, der kurz zuvor in den Jahren 1840/1841 im nahe gelegenen Saarlouis das Hospitienhaus (heute Canisianum) erbaut hatte, ist denkbar. So tauchen die bei St. Johann verwendeten Blendbögen der Außen- und Innenseiten auch bei Lassaulx´s Pfarrkirche St. Martin in Valwig (1824–27) auf. Die Blendbogenstruktur der Wände von St. Johann könnte ebenso von der Gestaltung der spätantiken Trierer Konstantinbasilika inspiriert sein, deren Rekonstruktion durch die Förderung des preußischen Königs Friedrich Wilhelm IV. im Jahr 1844, dem Baubeginn von St. Johann, eingeleitet wurde.

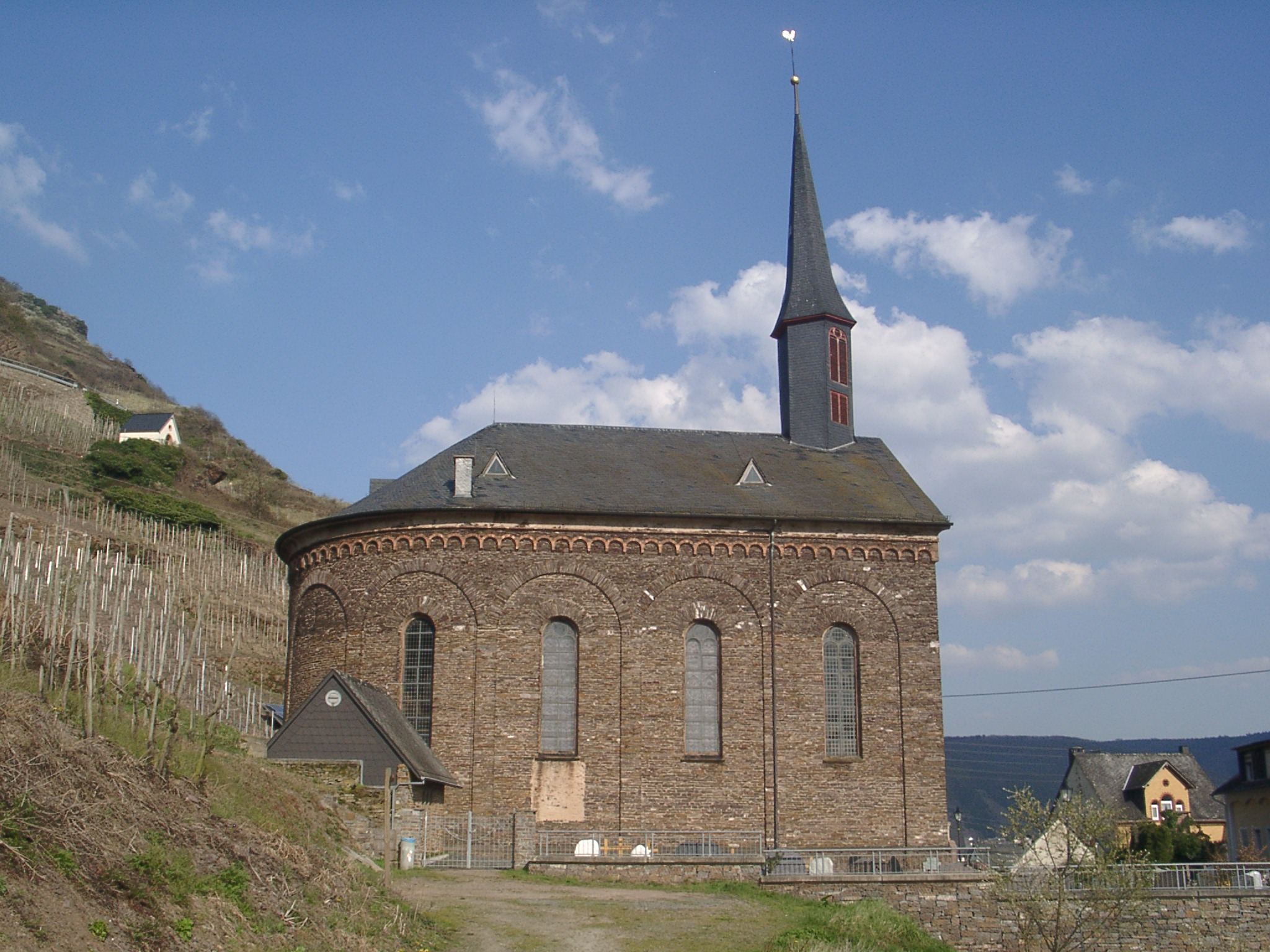
Johann Claudius von Lassaulx: St. Martin in Valwig

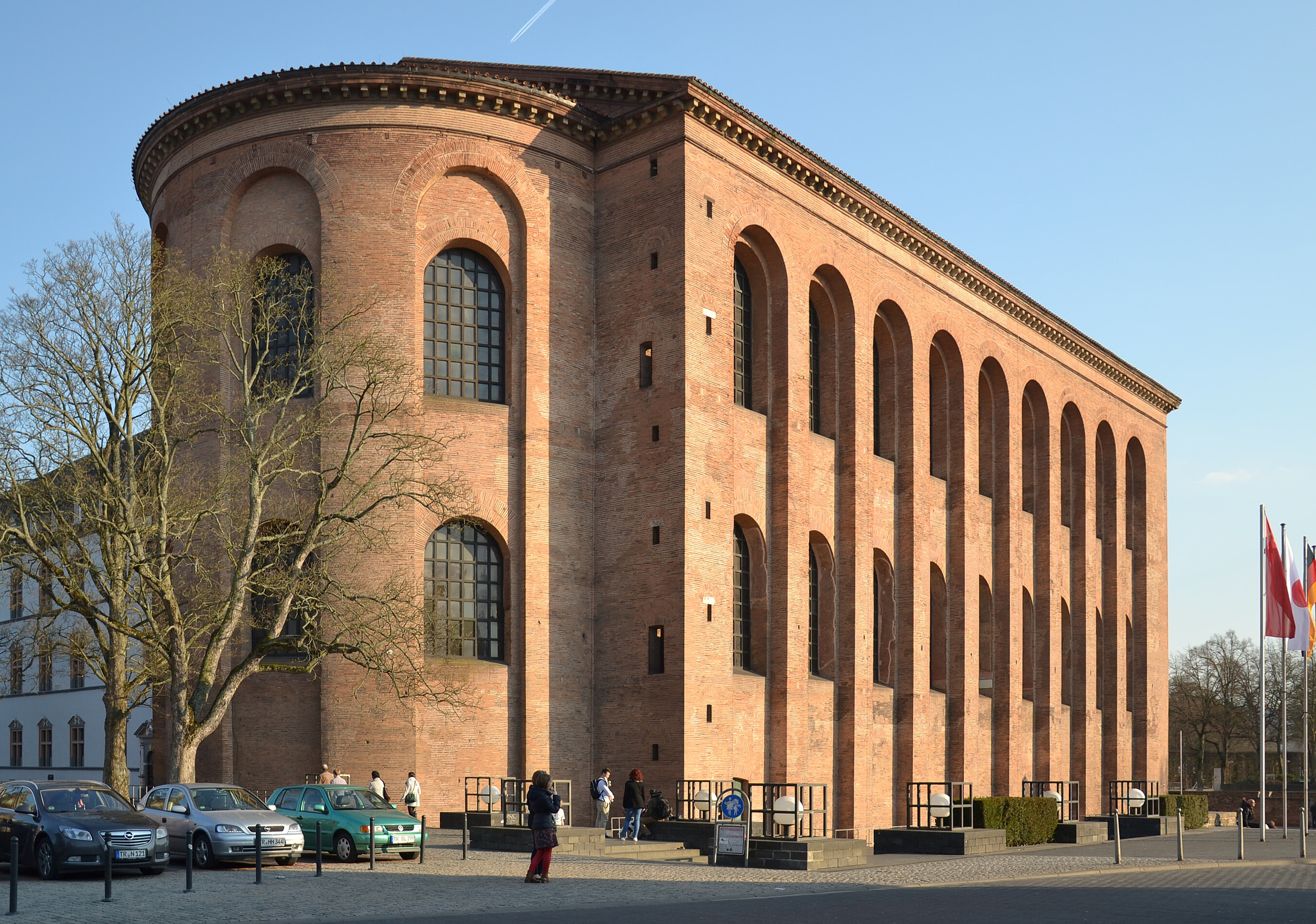
Trier, Konstantinbasilika

Denkbar ist auch eine Gestaltung durch den Trierer Regierungsbaurat Hoff, der in den Jahren 1845 bis 1848 die ebenfalls spätklassizistische, im Jahr 1912 abgerissene Völklinger Eligiuskirche geplant hatte. Beide Kirchen wiesen ähnliche Gestaltungsmerkmale auf.
Der schlichte Saalbau in Dillingen wurde am 9. November 1845 durch den Trierer Bischof Wilhelm Arnoldi konsekriert.

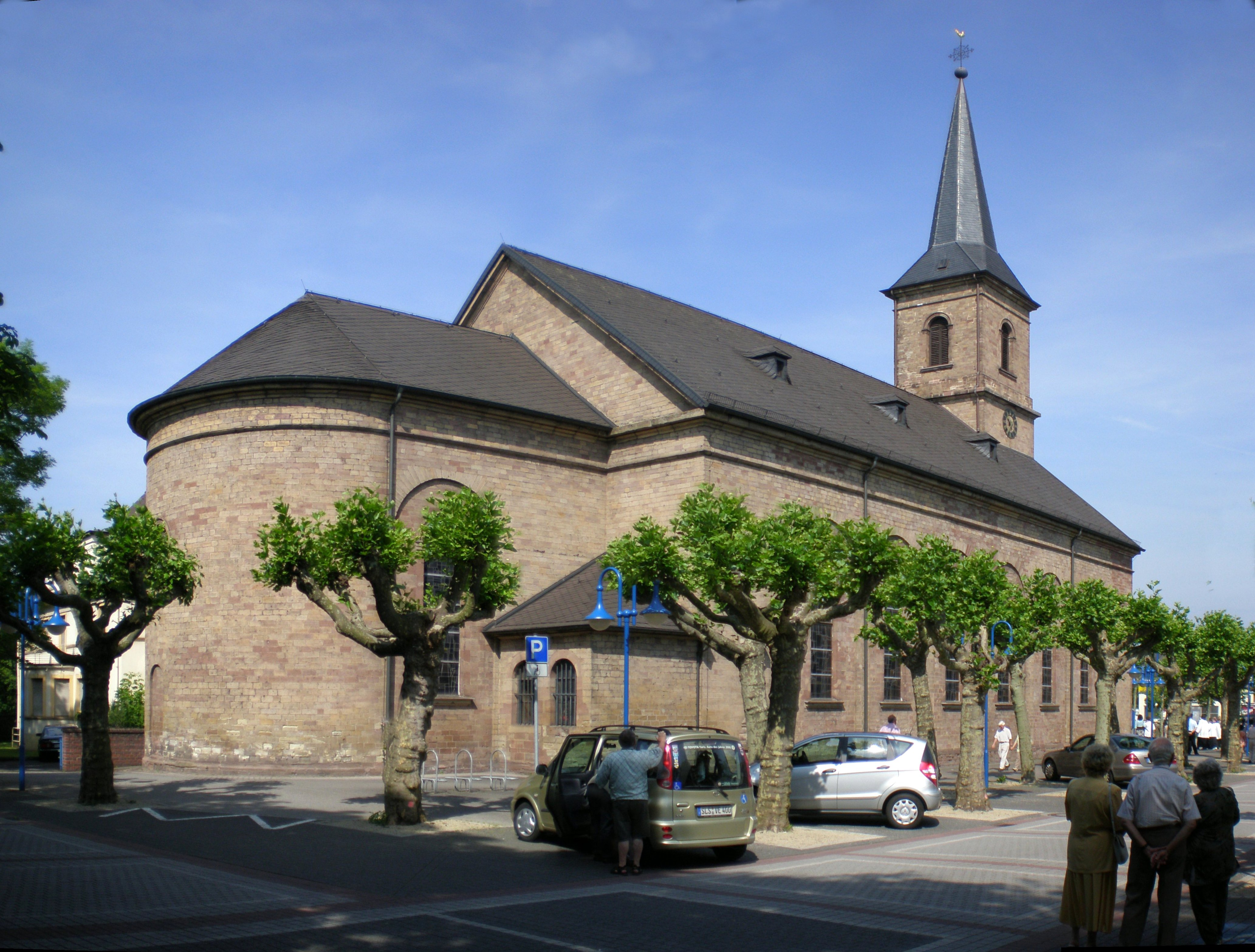
St. Johann von Südosten

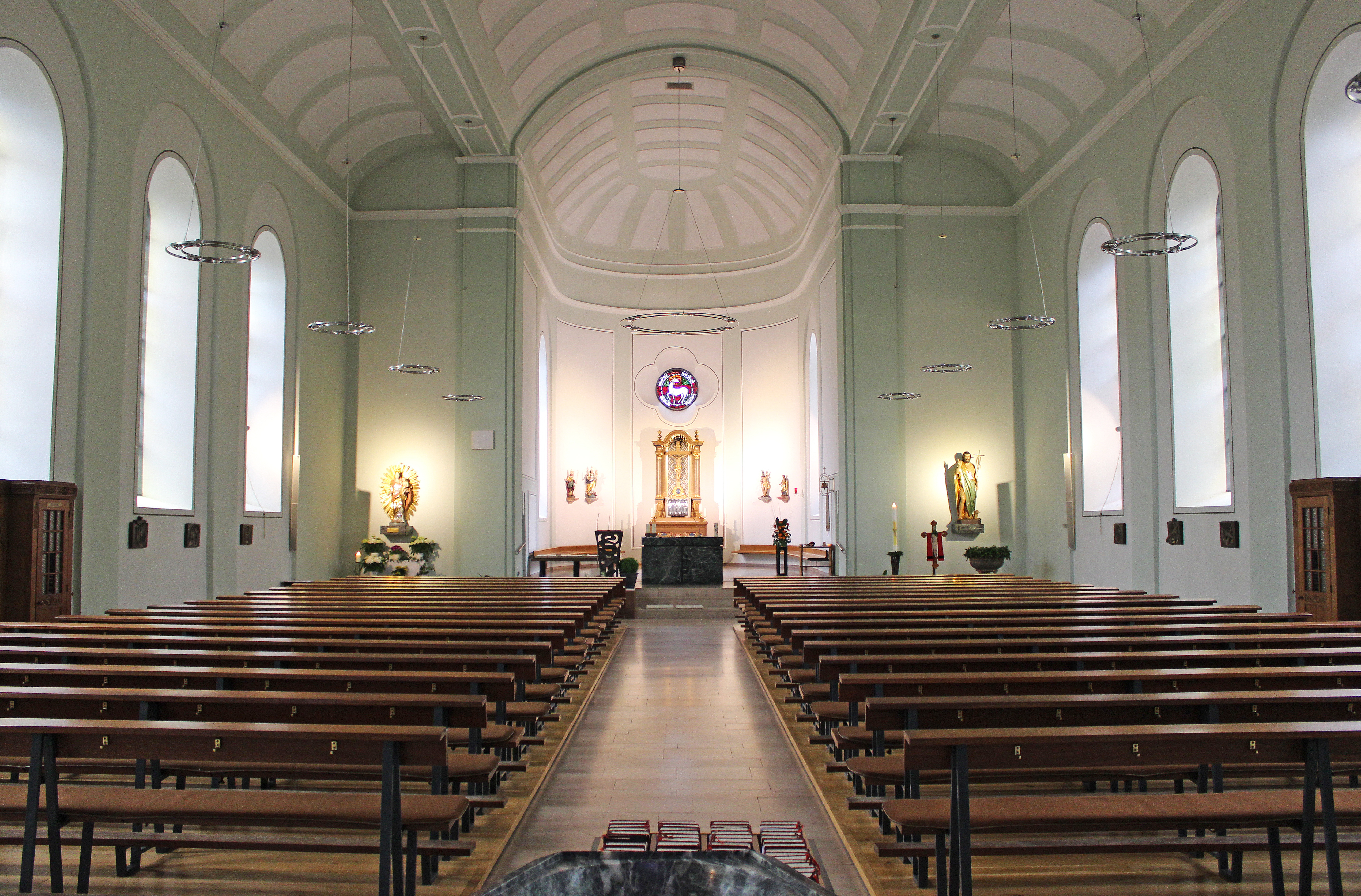
Innenansicht

Der in sechs Achsen gegliederte rechteckige Saalbau im spätklassizistischen Rundbogenstil mit langgezogenem Chor und halbrunder Apsis weist eine Einturmfassade mit nur um Mauerstärke ausladendem Westturm auf. Die sparsame Reliefierung der hellockerfarbenen und rötlichen Außenwände aus Sandstein mit Bögen, die die Fensteröffnungen der Langhauswand rahmen, erzeugt eine monumentale Wirkung. Der Sockel verkröpft sich um die Wandvorlagen, die so Basen erhalten. Dieses Wandvorlagen-System erweckt den Eindruck der Arkadenzone einer mehrschiffigen Kirche. Der Außenaufbau der Wand wiederholt sich im Inneren. Durch ein kleines Ziergesims unter der Dachzone wird eine klassizistisch anmutende "Frieszone" gebildet. Um den Turm herum verkröpfen sich die Gesimse. Somit wird der Westturm optisch fest in die Fassade eingebunden. Das verschieferte Kirchturmdach ist als oktogonaler Knickhelm gestaltet.
Um 1913 erhielt die Hauptfassade im Zuge von Restaurierungsarbeiten zwei Nebeneingänge mit darüber liegenden Rundbogenfenstern und das querrechteckige Fenster über dem Mittelportal wurde zugemauert.
Ausgestattet war die Kirche mit drei Altären, einem Silberkelch und einem Ciborium mit silbernen Kuppen. Im Jahr 1847 wurden am Fest Mariae Himmelfahrt (15. August) drei neue Glocken geweiht. Pfarrer Philipp Schmitt gestaltete ein Taufbecken aus Sandstein in Form eines stilisierten Blütenkelches, der von einer knienden Engelsfigur getragen wird.
An der Wand links des eingezogenen Chorraumes ist eine Figur des Kirchenpatrones, des heiligen Johannes der Täufer, angebracht. Rechts davon befindet sich eine gekrönte Strahlenkranzmadonna mit Kind. Sie wurde um das Jahr 1720 von der Bildhauerfamilie Guldner aus Berus geschaffen. Ursprünglich stand die Figur in der Pachtener Kirche St. Maximin, kam dann in Privatbesitz und wurde 1948 der Pfarrei St. Johann geschenkt.
(Seit der letzten Renovierung wurde die Anordnung vertauscht: Die Madonna wurde links, der Kirchenpatron Johannes wurde rechts des Chorraumes positioniert.) Der starke Wachstum der Bevölkerung der Gemeinde Dillingen am Ende des 19. und am Beginn des 20. Jahrhunderts war Anlass zum Bau des sogenannten Saardomes (eigentlich Kirche "(Hl. Sakrament)"). Im Jahr 1914 wurden die Pfarrrechte von St. Johann der neuen Kirche Hl. Sakrament übertragen. Danach wurde St. Johann nur noch als Friedhofskapelle benutzt. Doch schon 1935 war die Gemeinde so zahlreich, dass ein neuer Seelsorgebereich St. Johann wieder eingerichtet wurde und im Jahr 1942 die alte Pfarrei wieder errichtet wurde.
Während des Zweiten Weltkrieges wurde die Kirche so stark beschädigt, dass der Gottesdienst bis zum 5. September 1948 in einer Notkirche gehalten wurde. Die neogotische Ausstattung des ausgehenden 19. Jahrhunderts wurde zerstört. Unter großen Anstrengungen wurde die frühere Form durch den Architekten Heinrich Latz aus Saarbrücken in den Jahren 1947/1948 unter der Ägide von Pfarrer Mathias Weiland wiederhergestellt. Die Pfarrangehörigen leisteten beim Wiederaufbau freiwillige Arbeitsdienste und spendeten Geld. Dabei wurde die ursprüngliche Flachdecke mit großen, überleitenden Hohlkehlen nicht wieder eingebaut. Der Raum wird nun von einem flachbogigen, kassettierten Tonnengewölbe abgeschlossen, das von Halbtonnen begleitet wird und dem Raum eine kühl-erhabene Wirkung verleiht. Am 5. September 1948 fand die Einsegnung der Kirche statt. Im Jahr 1959 wurde der baufällig gewordene Glockenstuhl erneuert. Hohe Rundbogenfenster mit moderner Verglasung erhellen den Raum.
Der imposante neue Hochaltar der Wiederaufbauphase aus grünlichem Marmor mit weißer Äderung aus Oberitalien wurde von der Dillinger Firma Oswald Sommer nach dem Entwurf von Heinrich Latz gefertigt. Die Mensa wog 38 Zentner und ruhte auf vier auf Lücke nebeneinander positionierten Blöcken (18 Zentner), in die eindrucksvolle Symbole der vier Evangelisten eingemeißelt waren. Bei der Renovierung der späten 1970er Jahre wurde der Marmoraltar völlig verändert und neu positioniert: Der Hochaltar sollte zum Volksaltar umfunktioniert werden. Die Mensa wurde verkleinert und die vier Podeste mit den Evangelistenreliefs wurde neu zusammengesetzt, sodass die Reliefs nicht mehr vollständig sichtbar sind. Die von Latz entworfene Kommunionbank mit sechs Holzreliefs wurde ebenfalls entfernt. Ende Februar 1956 vollendete der Saarbrücker Goldschmiedemeister Karl Mittermüller den Tabernakel mit seinen palmwedeltragenden Engelsfiguren in hochrechteckigen Feldern. Er ist aktuell in einen barockisierenden Hochaltaraufbau eingefügt.
In den Jahren 1978/1979 renovierte man die Kirche im Inneren nach den Plänen des Architekten Heinrich Gellenberg umfassend. Weiße Kugelleuchten im Stil der 1970er Jahre, die durch versetzte Hängung wie eine Installation aus hüpfenden Lichtbälle wirkten, erhellten nun den spätklassizistischen Raum. Die Kanzel von 1948 mit der Reliefschnitzerei "Jesus predigt Industriearbeitern und Bauern" sowie die Kommunionbank mit eucharistischen Motiven wurden entfernt. Den Kanzelkorb arbeitete man zu einem altarähnlichen Tisch unter einer Marienikone um. Die Ikone ist eine Kopie des Gnadenbildes Unserer Lieben Frau von der immerwährenden Hilfe. Das Original aus dem 14. Jahrhundert stammt vermutlich von der Insel Kreta (Kretische Schule). Nach wechselnden Standorten wurde das Original im Jahr 1867 von Papst Pius IX. dem Redemptoristenorden für seine römische Kirche Sant’ Alfonso anvertraut, wo es seither den Hochaltar schmückt. Die Redemptoristen trugen durch ihre Volksmissionen entscheidend zur Verbreitung des Bildes bei.
Die Gottesmutter ist auf der Ikone im Kircheninneren vor einem Goldgrund dargestellt, der die himmlische Sphäre symbolisieren soll. Sie trägt ein rotes Unter- und ein dunkelblaues, glänzendes Obergewand mit aufgemalter Goldschraffur. Der Schleier der Madonna ist in Stirnhöhe mit einem goldenen Stern geschmückt, der sich auf die Anrufung Mariens als "Stella maris" (dt. Meerstern) des lateinischen Hymnus Ave maris stella oder als Morgenstern in der Lauretanischen Litanei bezieht. Das andeutungsweise nimbusgeschmückte Haupt Mariens ist von griechischen Abkürzungen flankiert, die sie als „Mutter Gottes“ kennzeichnen. Auf dem linken Arm trägt Maria das in Grün und Rot-Gold gekleidete Jesuskind. Das Haupt des Kindes ist von einem Kreuznimbus umgeben, rechts daneben steht in griechischen Buchstaben abgekürzt der Name „Jesus Christus“.
Das Gesäß des Jesuskindes wird von der linken Hand der Mutter gehalten und greift mit beiden Händen nach ihrer Rechten. Sein in die Halsbeuge Mariens geschmiegter Kopf ist jedoch von seiner Mutter abgewandt. Der Blick des kleinen Jesus wendet sich einem Kreuz zu, das der schwebende Erzengel Gabriel zum Zeichen der Ehrfurcht mit verhüllten Händen trägt. Wie durch eine Geste vorausahnenden Erschreckens hat sich von einem Fuß des Kindes die kleine Sandale gelöst und ist im Begriff, zu Boden zu fallen.
Auf der anderen Seite des Marienhauptes schwebt der Erzengel Michael, der ebenfalls mit verhüllten Händen Leidenswerkzeuge Christi emporhält. Griechische Buchstaben kennzeichnen die Namen der beiden dargestellten Erzengel, die nach den Regeln der Bedeutungsperspektive vom Ikonenmaler wesentlich kleiner als die Jungfrau mit dem Kind dargestellt sind.
Bei den Renovierungsarbeiten des Jahres 1978 wurde eine gotisierend anmutende, kleeblattförmige Fensternische in der Apsis über dem Hochaltar geöffnet und ein Rundfenster eingesetzt. Das runde Buntglasfenster stellt das apokalyptische Lamm dar und wurde vom Saarbrücker Künstler Ernst Alt gestaltet. Ernst Alt hatte in der näheren Umgebung Dillingens in den Jahren 1980–1986 auch das Kirchenportal der Basilika St. Johann in Saarbrücken und in den Jahren 1980–2006 den Glasfenster-Zyklus in der Kirche St. Ludwig in Saarlouis gestaltet. Bei der Renovierung der 1970er Jahre wurden stark raumdefinierende weiße Kugelleuchten installiert, die man bei einer erneuten Renovierung im Jahr 2008 gegen schlichte Radleuchter ersetzte. Ebenso wurde dabei die gelbliche Raumtönung der 1970er Jahre gegen eine grünliche ausgetauscht.

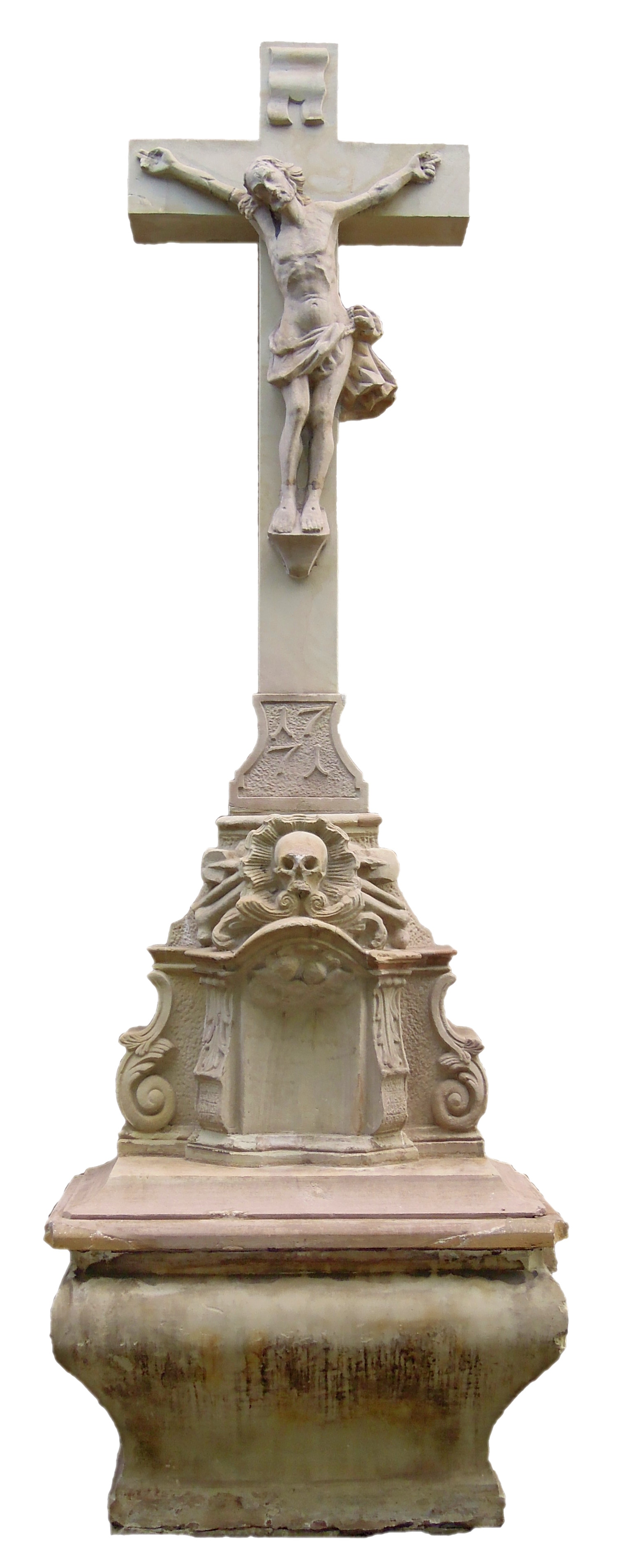
Dillingen, Schwedenkreuz an der Außenwand der Johanneskirche

An der Ostseite der Kirche steht heute an Stelle der Kapelle des alten Friedhofs das Dillinger Schwedenkreuz. Es wird auch Pestkreuz oder Bodinetskreuz genannt. Bodinet war der Besitzer des Hauses, an dem das Kreuz ursprünglich stand. Das aus hellem Sandstein bestehende barocke Kreuz trägt die Datierung 1771 und musste nach schweren Beschädigungen des Kriegswinters 1944/1945 umfassend restauriert werden. In der von C-Schwüngen flankierten Nische über der Sockelmensa schweben zwei kleine Putten. In einer Muschel darüber erscheint der Schädel Adams vom Berg Golgota, da Adam nach christlicher Tradition dort begraben worden sein soll. Die Paradiessünde am Baum der Erkenntnis wird hier, so die Aussage des Künstlers, aufgehoben durch das Kreuzesopfer Jesu.
Auf dem 1872 direkt hinter der Kirche angelegten neuen Friedhof befindet sich die denkmalgeschützte Defrance-Gruft, in der Charles-Nicolas Peaucellier bestattet war, sowie das Hillenkreuz.
In der Wand der Turmhalle der Kirche ist die Grabplatte von Albert de Lasalle eingelassen, die zuvor in der alten Luzienkirche dessen Grablege bezeichnet hatte.
Der Sohn von Georges Theodore und Ursule Catherine Lasalle, Albert de Lasalle (* 11. Mai 1722 in Saarlouis; † 26. Juni 1769 in Wallerfangen/Niederlimberg), übernahm zusammen mit seiner Frau Charlotte (geb. d´Osquet) die elterlichen Güter in Bettingen, Limbach und Saarlouis, amtierte als Stadtrat und Stadtschöffe in Saarlouis und vermehrte sein Vermögen als Armeelieferant. Im Jahr 1755 wird er als "avocat en Parlement", sowie als Lehensinhaber in Berus, Berweiler, Edelingen und eines Schmittenburgischen Unterlehens erwähnt. Ab 1757 war er Generalinspekteur der Drei Bistümer (Trois-Évêchés et de la Lorraine). Infolge des Erwerbes der Herrschaft Dillingen, gelang es ihm am 11. Juli 1763 auf Empfehlung des Trierer Kurfürsten Johann IX. Philipp von Walderdorff durch den deutschen Kaiser Franz I. Stephan als Freiherr in den deutschen Adelsstand erhoben wurde. Dieses Adelsprädikat wurde nach dem Anschluss Lothringens an Frankreich im Jahr 1766 als erbliches Adelsprädikat anerkannt. Im selben Jahr verlieh ihm die Reichsstadt Köln ihr Rats- und Bürgerschaftrecht. Als er im Jahr 1769 im Schloss an der Saarengt in Wallerfangen-Niederlimberg (heute Schloss Villeroy) starb, wurde er auf eigenen Wunsch hin in der alten Dillinger Luzienkirche bestattet.
Eine lateinische Inschrift im Nachfolgebau der Luzienkirche, der heutigen Dillinger Pfarrkirche St. Johann, erinnert an ihn:

„D(EO)O(PTIMO)M(AXIMO) HIC JACET ALBERTUS LASALLE DE DILLING UNUS E REI FRUMENTARIAE CURATORIBUS. OFFICIO HAUD IMPAR INTEGRITATE, DOMINO FIDELIS, HONESTOQUE DEVINCTUS EXTITIT. LAUDIS AVIDIOREM QUAM PECUNIAE, SENATUS POPULUS QUE COLONIENSIS CIVITATE DONAVIT. QUIN ET IPSOMET SERENISSIMO ELECTORE ADNITENTE, SACRA CAESAREA MAIESTAS AD ORDINEM NOBILIUM TRADUXIT. PAUPERUM AMANTEM PAUPERES REDAMAVERE. SUPLICATIONIBUS SUO NOMINE AC SUMPTU FACTIS. MORTEM ILLIUS NEQUIQUAM DEPRECATI, CONJUGIS INSOLABILITER MOERENTIS, LUCTUM ET DESIDERIA PROPE AEQUAVERE. HEU PRISCA FIDES. HEU MORUM LENITAS. HEU VITAE HONESTE ET ELEGANTER ACTAE PERPETUUS TENOR. UTINAM OLIM FILII PATERNARUM LAUDUM AEMULI EXTANT. OBIIT DIE XXVII JUNII ANNI DOMINI M DCC LXVIIII AETATIS VERE SUAE XLVII ORATE DEUM PRO EO.“

Die lateinische Inschrift lautet in deutscher Übersetzung:

„Dem besten und höchsten Gott. Hier ruht Albert Lasalle aus Dillingen. Als Armeelieferant versah er sein Amt mit redlichem Sinn. Er war dem Herrn treu und dem Ehrenhaften ganz ergeben. Ihn, der mehr auf Ehre denn auf Geld bedacht war, beschenkten Senat und Bürgerschaft von Köln mit dem Bürgerrecht. Auf Empfehlung des durchlauchtigsten Kurfürsten (gemeint ist der Kurfürst von Trier) erhob ihn sogar die Heilige Kaiserliche Hoheit in den Adelstand. Ihn, der die Armen liebte, liebten die Armen wieder. In seinem Namen und auf seine Kosten wurden Fürbitten gehalten. Da sie vergebens um die Abwendung seines Todes gefleht hatten, glichen sie der trauernden Gattin Gram und Schmerz fast aus. Oh altehrwürdiger Glaube! Oh ruhiges Wesen seiner Sitten! Welch ehrenhaften und glänzenden Lebens ununterbrochener Ablauf. Mögen einst auch die Söhne das väterliche Lob erstreben! Er starb am 27. Juni im Jahr des Herrn 1769, 47 Jahre alt. Betet zu Gott für ihn.“

Unklar bleibt, ob Lasalles Gebeine exhumiert und in der heutigen Kirche bestattet wurden, oder ob sie noch im eingeebneten Bereich der alten Kirche ruhen.

Sakrale Bildhauerwerke in der Kirche St. Johann in Dillingen/Saar
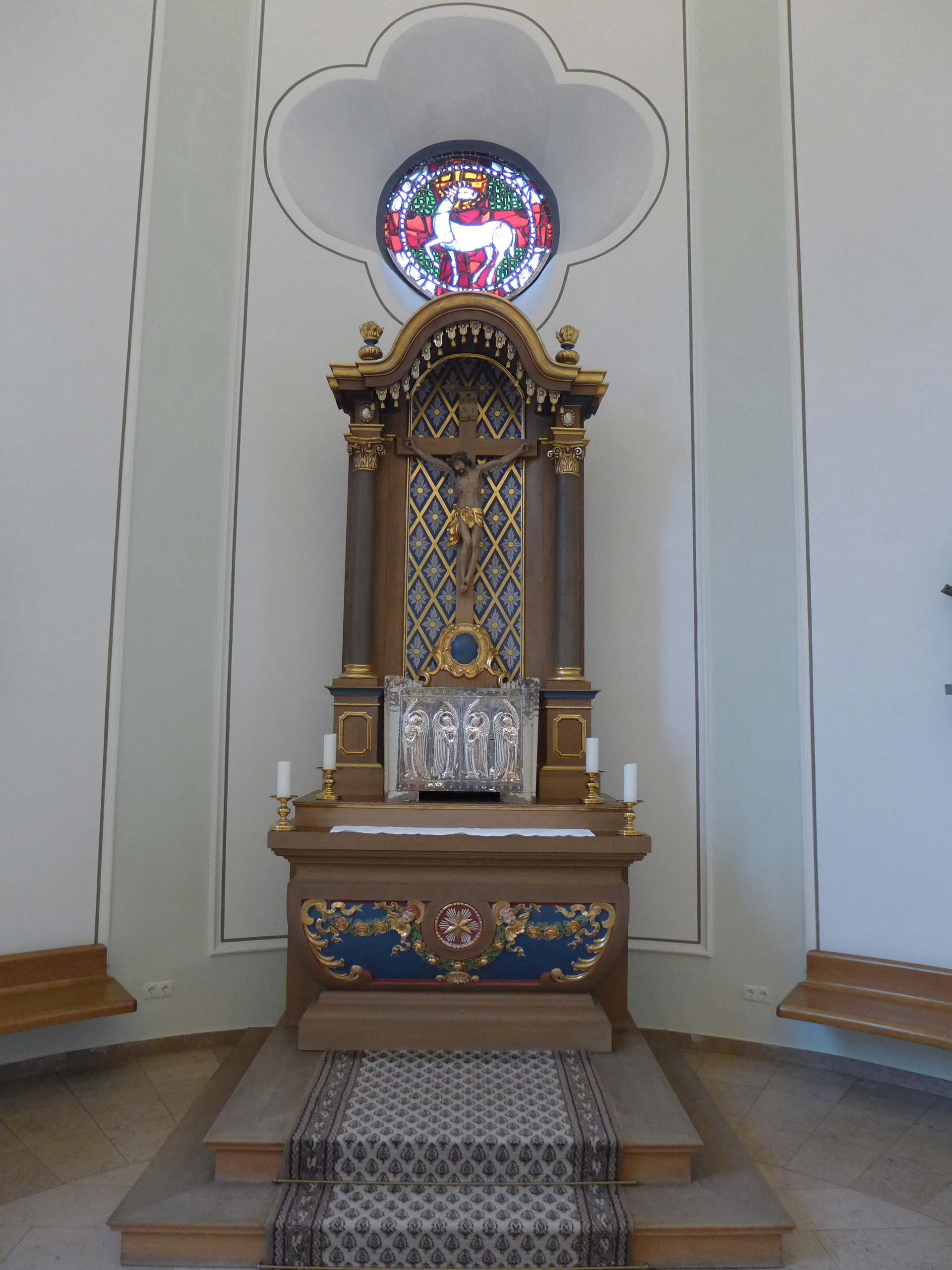
Dillingen, Kirche St. Johann, Hochaltar mit Kleeblattfenster
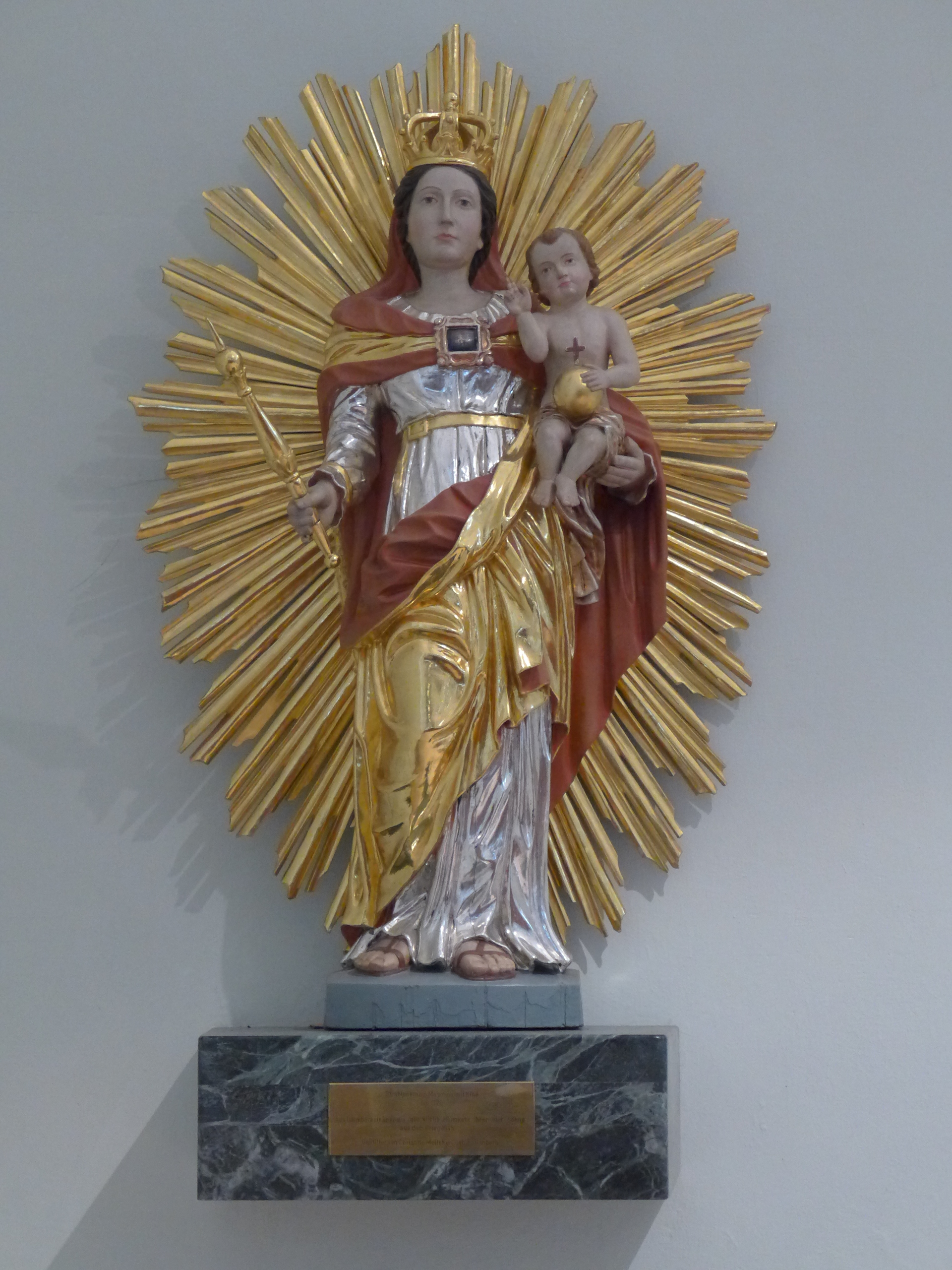
Dillingen, Kirche St. Johann, barocke Strahlenkranzmadonna, Seitenaltar
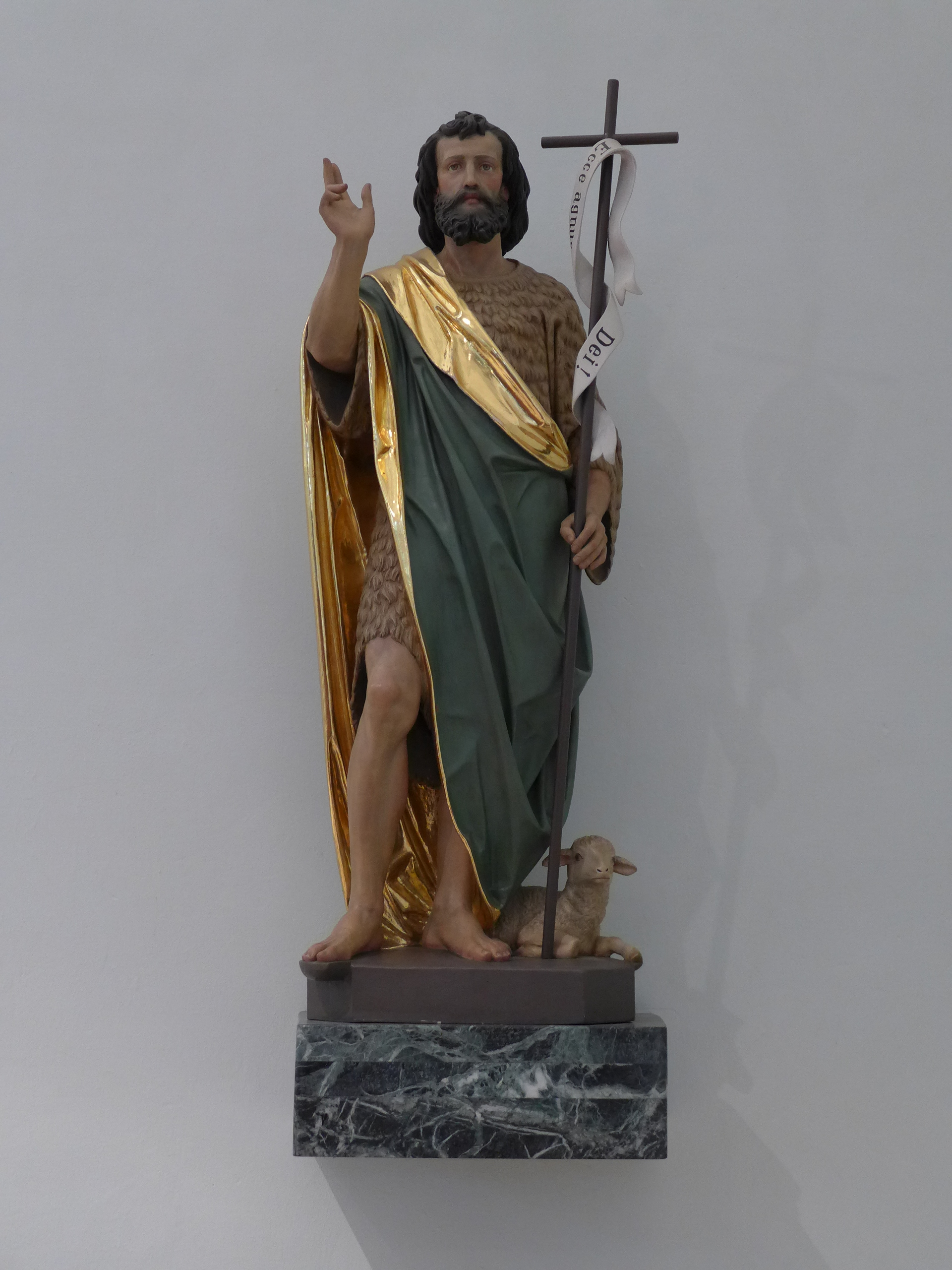
Dillingen, Kirche St. Johann, Pfarrpatron Johannes der Täufer (Historismus), Seitenaltar
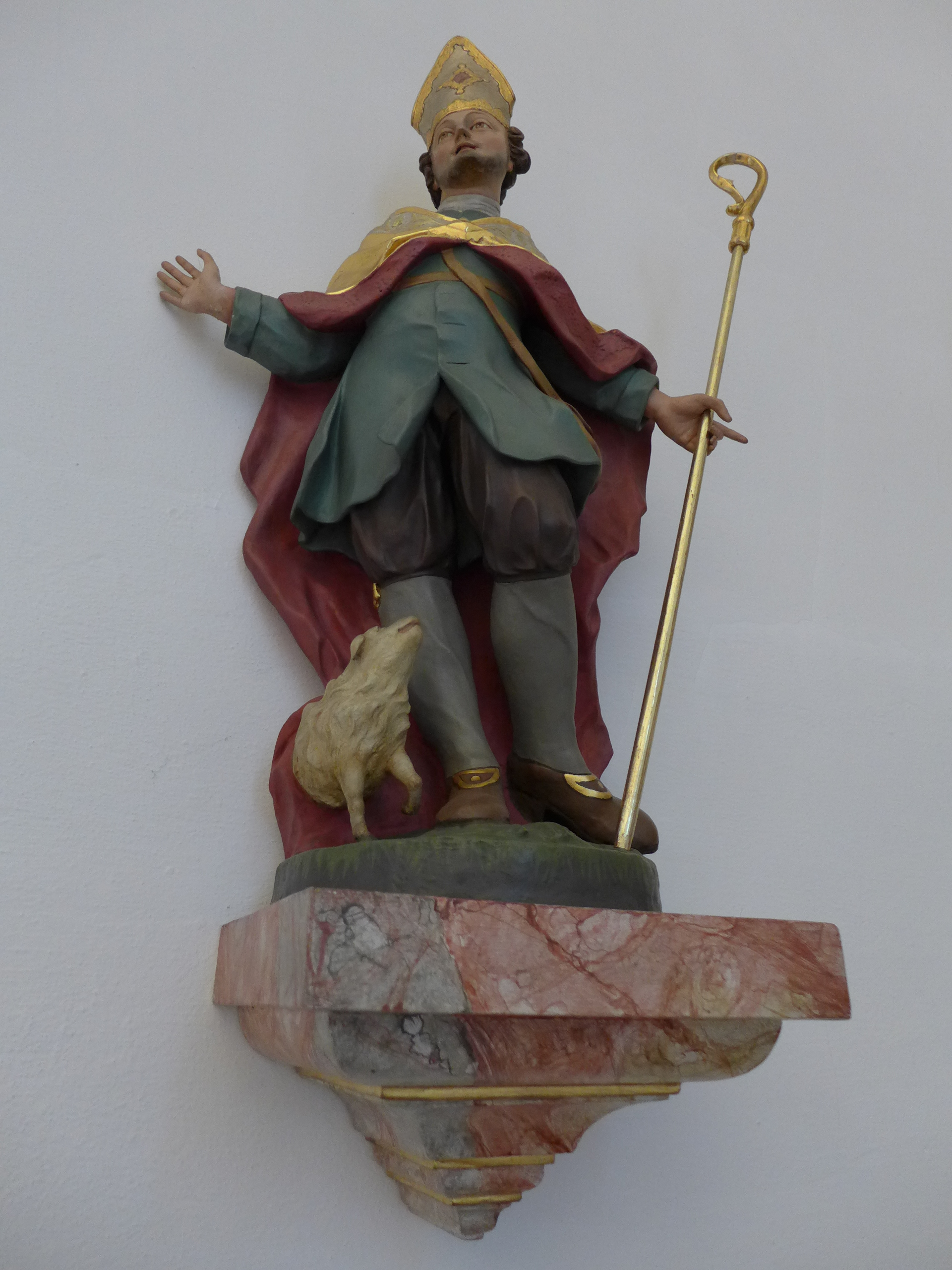
Dillingen, Kirche St. Johann, Heiliger Wendelin als Hirte und Abt (Barock)
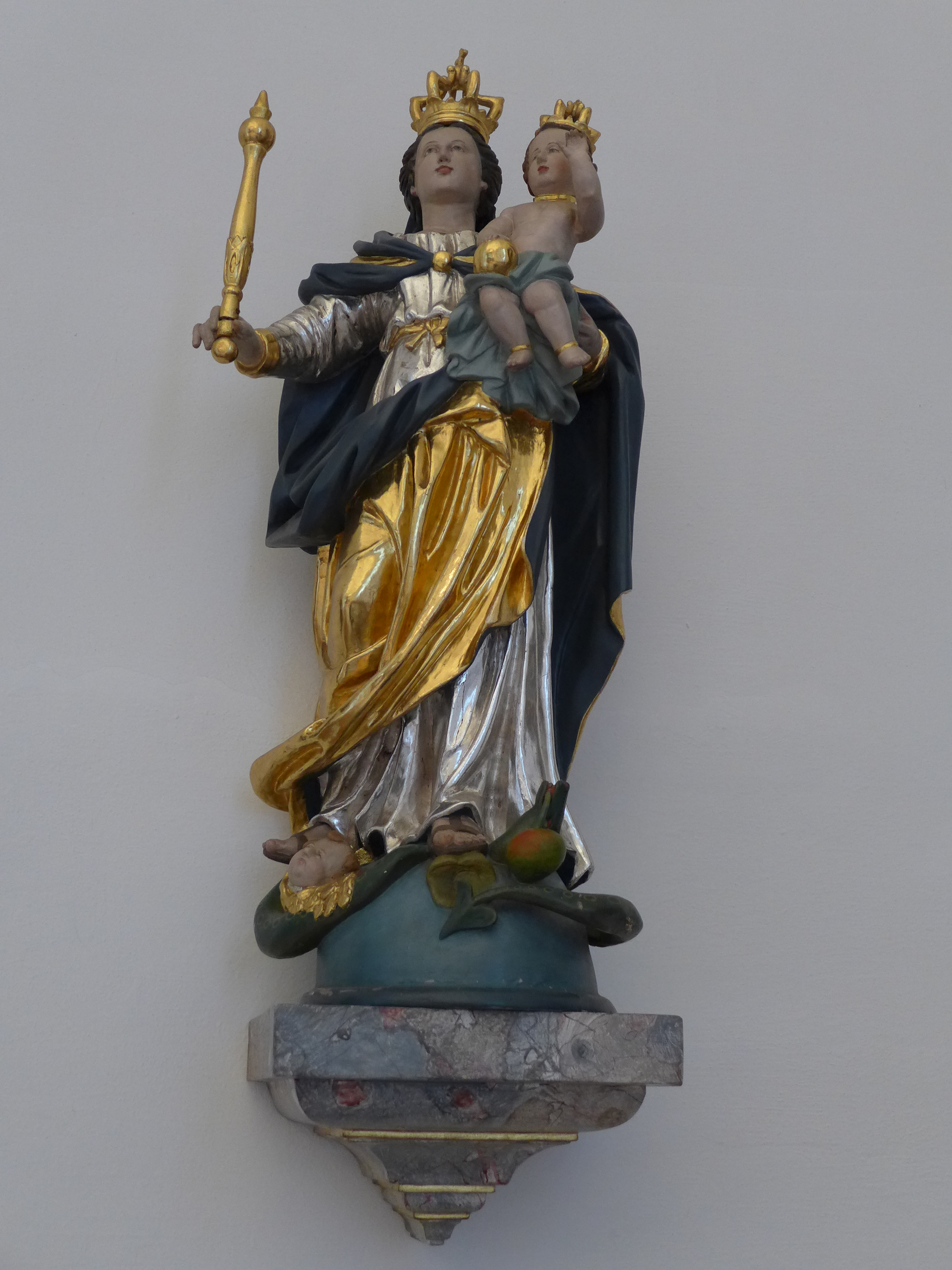
Dillingen, Kirche St. Johann, Maria mit dem Jesuskind  (Barock)
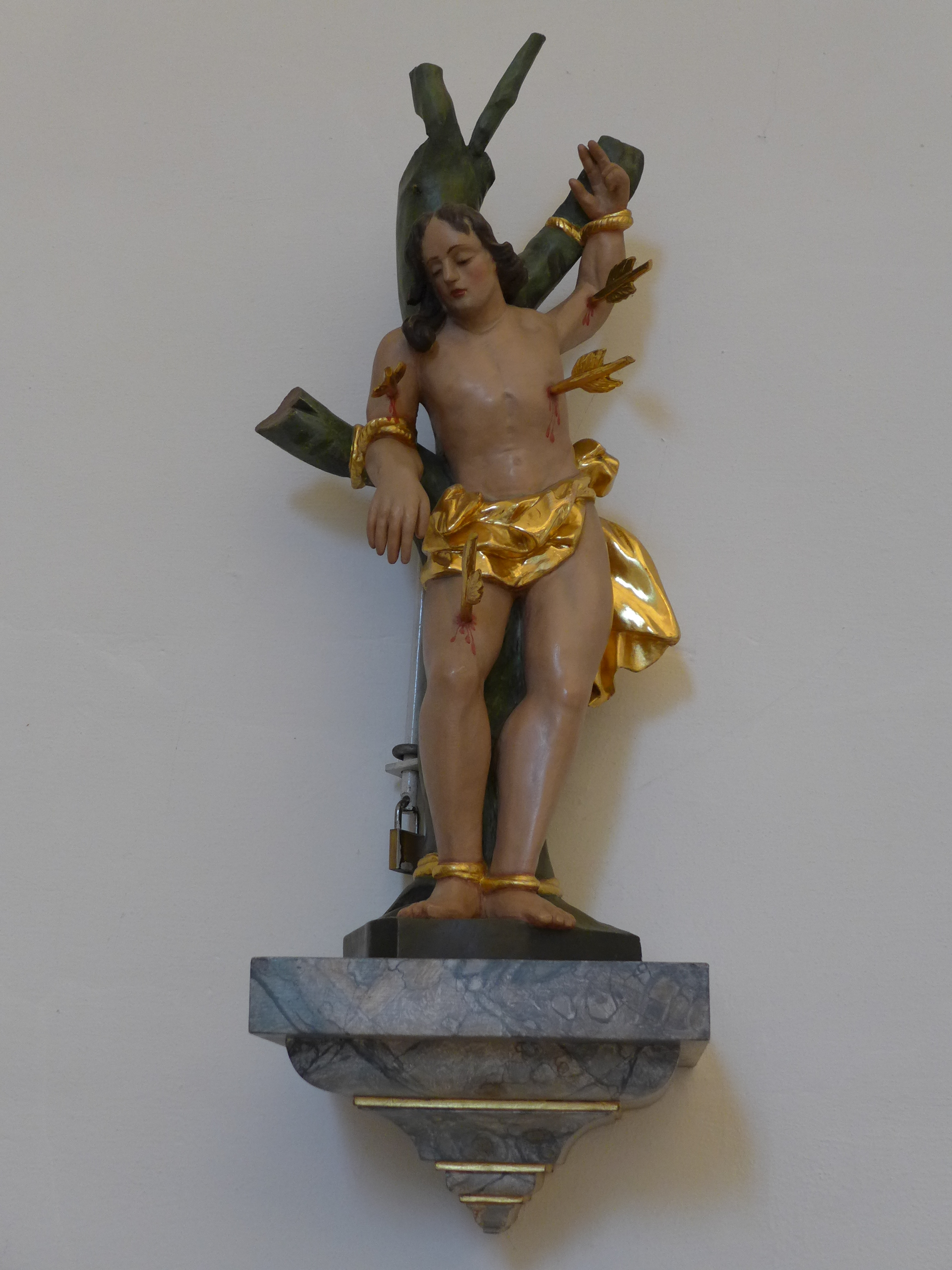
Dillingen, Kirche St. Johann, Heiliger Sebastian (Barock)
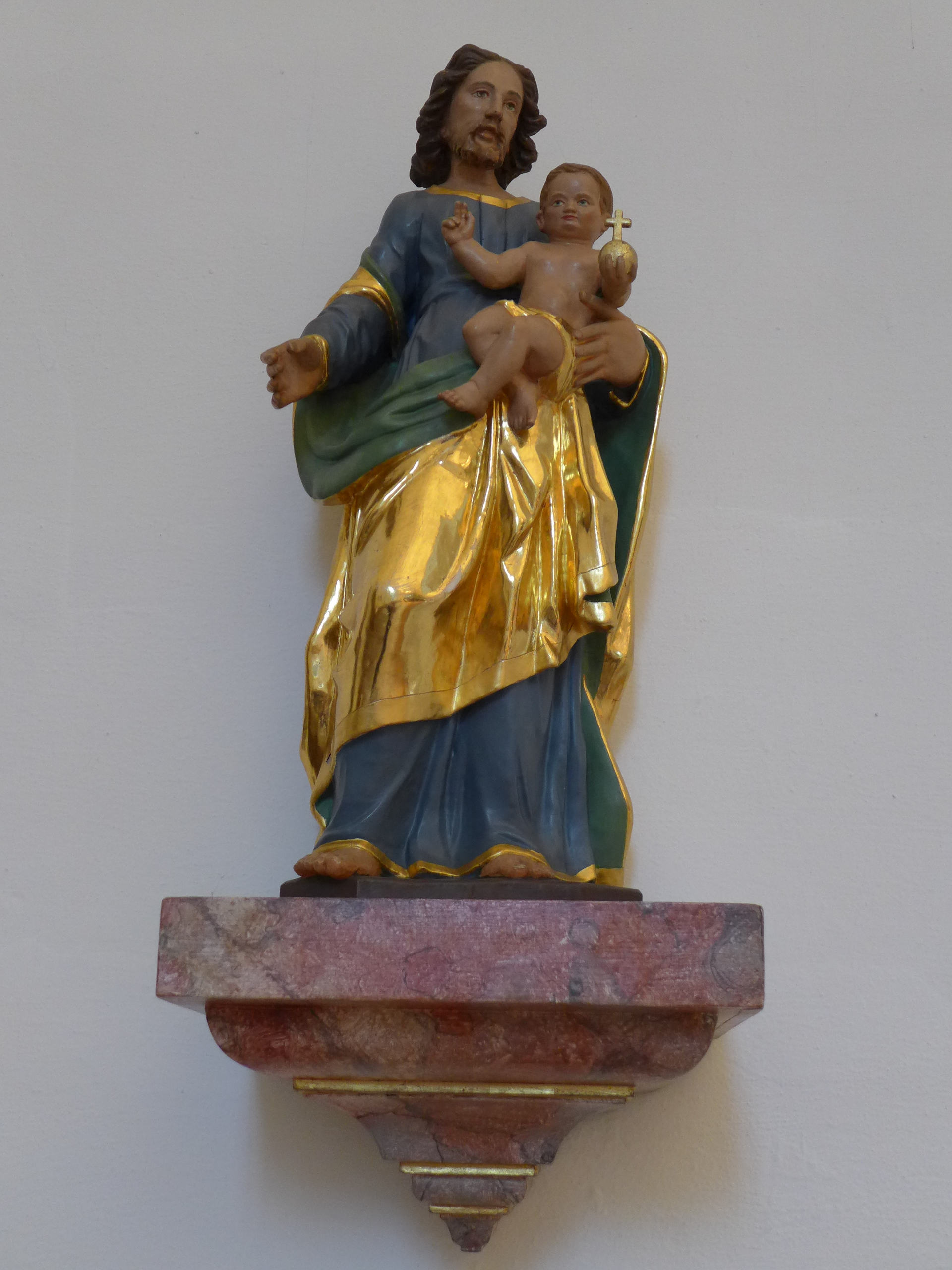
Dillingen, Kirche St. Johann, Heiliger Josef mit Jesuskind (Barock)
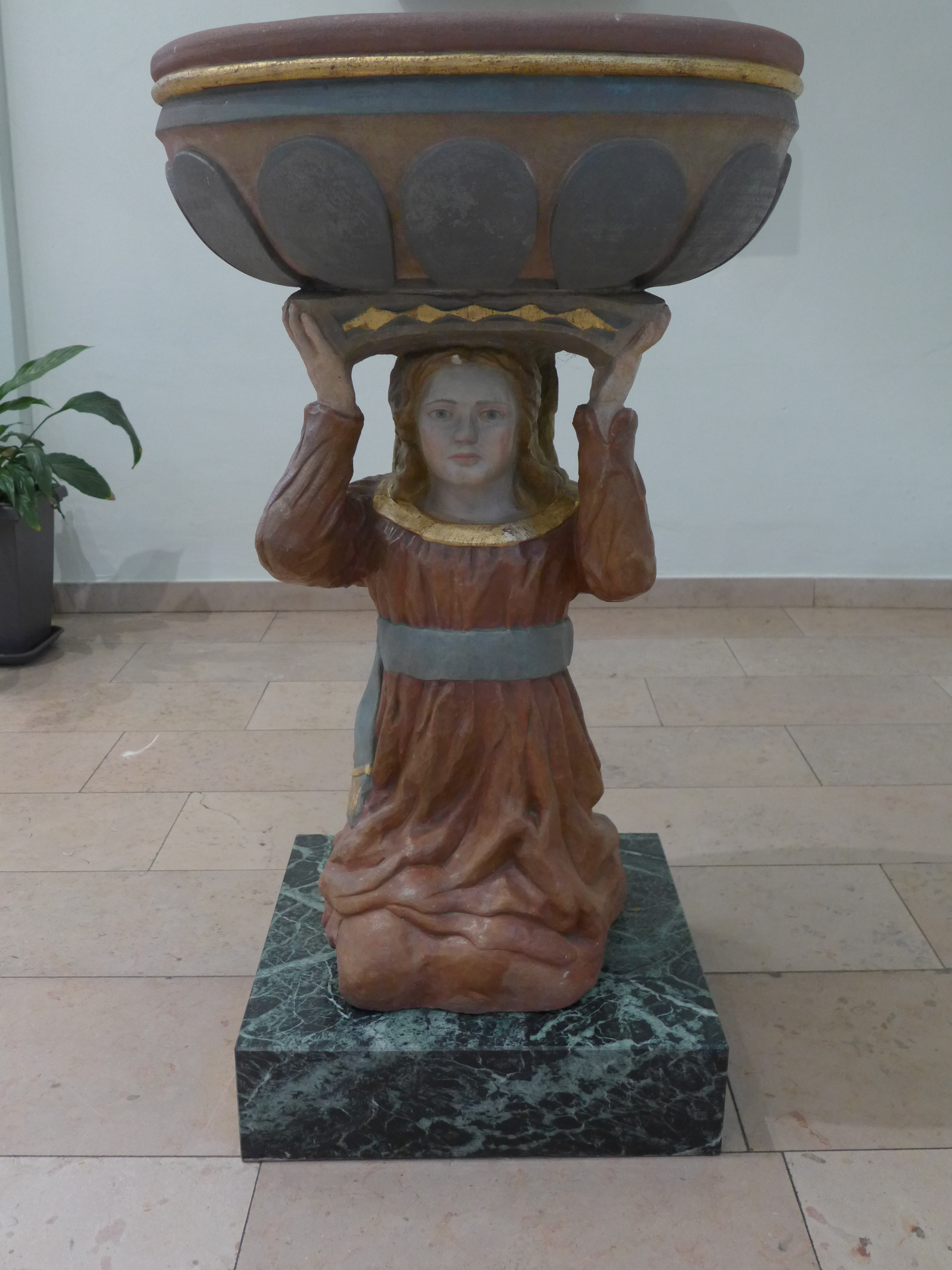
Dillingen, Kirche St. Johann, Taufbecken von Philipp Schmitt (1. Hälfte des 19. Jh.)

## Orgel

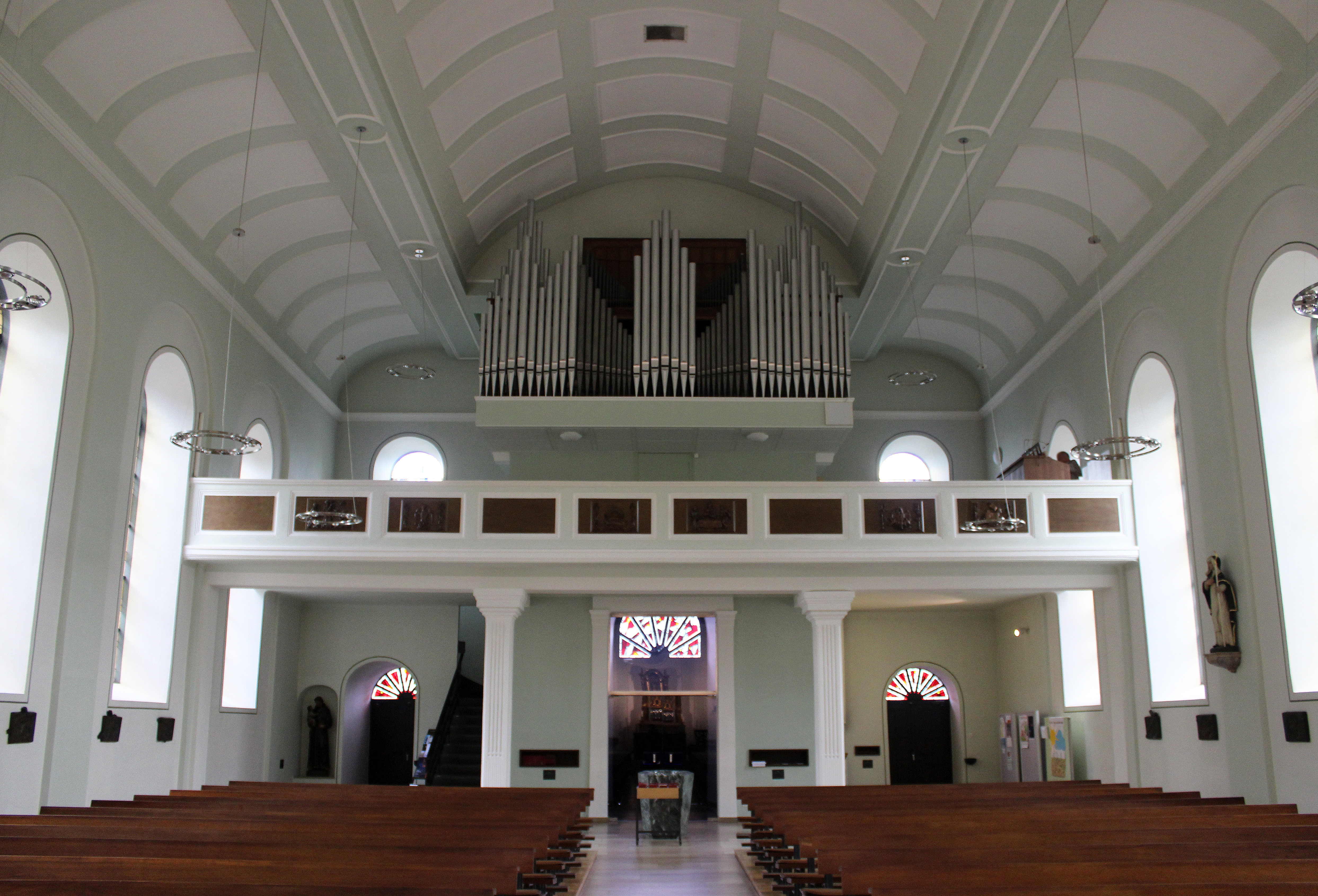
Orgelempore

Die Orgel der Kirche wurde 1957 von der Orgelbaufirma Romanus Seifert & Sohn (Kevelaer) erbaut. Das Instrument wurde am 3. Januar 1957 durch den Dillinger Dechanten Alois Molter (1905–1984, Dechant: 1957–1969) eingeweiht. Das Kegelladen-Instrument verfügt über 24 (25) Register, verteilt auf 2 Manuale und Pedal. Die Spieltraktur ist elektropneumatisch, die Registertraktur ist elektrisch. Die Stimmtonhöhe beträgt 440 Hz. Die Disposition lautet wie folgt:
| I Hauptwerk C–g3 |                   |        |
| 1.               | Quintadena        | 16′    |
| 2.               | Principal         | 8′     |
| 3.               | Rohrflöte         | 8′     |
| 4.               | Oktave            | 4′     |
| 5.               | Blockflöte        | 4′     |
| 6.               | Nasat             | 2 ⁄3′  |
| 7.               | Nachthorn         | 2′     |
| 8.               | Terz              | 1 3⁄5′ |
| 9.               | Mixtur IV-VI      | 1 ⁄3′  |
| 10.              | Schalmei-Trompete | 8′     |

| II Positiv und Schwellwerk C–g3 |                  |       |   |
| 11.                             | Lieblich Gedackt | 8′    |   |
| 12.                             | Weidenpfeife     | 8′    | + |
| 13.                             | Sing. Principal  | 4′    |   |
| 14.                             | Spitzflöte       | 4′    | + |
| 15.                             | Principal        | 2′    | + |
| 16.                             | Sifflöte         | 1 ⁄3′ |   |
| 17.                             | Scharf III       | 1′    | + |
| 18.                             | Musette          | 8′    |   |
|                                 | Tremolo          |       |   |

| Pedal C–f1 |                                   |     |
| 19.        | Subbaß                            | 16′ |
|            | Zartbaß (Windabschwächung Nr. 19) | 16′ |
| 20.        | Principalbaß                      | 8′  |
| 21.        | Gedacktbaß                        | 8′  |
| 22.        | Choralbaß                         | 4′  |
| 23.        | Quintade                          | 2′  |
| 24.        | Posaune                           | 16′ |

- Koppeln: II/I, I/P, II/P
- Spielhilfen: 2 freie Kombinationen, Zungeneinzelabsteller, Tutti, Walze
- Anmerkungen

+ = Register im Schwellkasten

## Glocken
Im Jahr 1913 hatte die Kirche St. Johann schon eine Glocke der Glockengießerei Otto aus Hemelingen/Bremen erhalten. Sie wurde aber kriegsbedingt eingeschmolzen. Im Jahr 1959 goss die Saarlouiser Glockengießerei in Saarlouis-Fraulautern, die von Karl (III) Otto von der Glockengießerei Otto in Bremen-Hemelingen und dem Saarländer Alois Riewer 1953 gegründet worden war, für St. Johann in zwei Bronzeglocken mit den Schlagtönen: es' und b'. Die Glocken haben folgende Durchmesser: 1374 mm, 877 mm, und wiegen: 1445 kg, 420 kg.

## Pfarrer der Pfarrei Dillingen (heute St. Johann)
- 1317: wird ein Pfarrer Gerardus erwähnt
- bis 1389: Pfarrer Nikolaus
- ab 1389: Arnold von Wallerfangen
- + 1427: Wilhelem Peysgeys
- + 1480: Nikolaus
- ab 1480: Peter von Vianden
- bis 1531: Wendalinus von St. Wendel
- ab 1531: Thilmann von Dillingen
- bis 1543: Jakob von Diedenhofen
- ab 1543: Johann Hirzich von Arlon
- 1569: Johann Syranus (erwähnt)
- 1612, 1618, 1626: Cornelius Fusmann von Köln
- 1647, 1632, 1660, 1662: Martin Hecker von Sachsen
- etwa 1670 – 1713: Theodor Kestenbach von Euren
- 1713–1732: Johann Leonhard Flock (Luxemburg)
- 1732–1753: Johann Baptist Weber
- 1754–1766: Johann Weisgerber von Fraulautern
- 1766–1804: Johann Michael Theis (Saarlouis)
- 1804–1807: Michael Dusable v. Bouzonville
- 1807–1818: Anton Pontry von Saarlouis
- 1818–1819: Philipp Christoph Grandeler
- 1819–1826: Robert Billen
- 1826–1832: Nikolaus Steinbacher
- 1833–1848: Philipp Schmitt
- 1848–1868: Johann Baptist Ehl
- 1869–1907: Dechant Johann Peter Hillen
- 1907–1913: Dr. Matias Prior
- 1913–1935: Auflösung der Pfarrei St. Johann, Dr. Prior wurde Pfarrer von Heilig Sakrament in Dillingen. St. Johann war Nebenkirche
- 1935–1946: Friedrich Busch (mit Neugründung der Pfarrei)
- 1946–1959: Mathias Weiland
- 1959–1967: Mathias Röder
- 1967–1968: Religionslehrer Schommer als Verwalter
- 1968–1981: Wilhelm Heckmann
- 1981–1982: Vakanz; Pfarrverwaltung durch Dechant Thomas Kopp
- 1982–1994: Heinz Barth
- 1994–1995: Vakanz; Pfarrverwaltung durch Pater Paul Hoffmann
- 1995–1998: Seelsorgeeinheit mit Hl. Sakrament, Pfarrer Dechant  Warnfried Bartmann
- 1998–2005: Seelsorgeeinheit mit Hl. Sakrament, Pfarrer Ottmar  Dillenburg
- 2005–2006: Vakanz; Pfarrverwaltung durch Pfarrer Patrik Schmidt, St. Maximin
- 2006–2011: Seelsorgeeinheit mit Hl. Sakrament und St. Josef, Diefflen; Pfarrer Gerhard Jacob
- 1. September 2011: Gründung des Seelsorgebezirkes „Pfarreiengemeinschaft  Dillingen“ zusammen mit Maria Trost und St. Maximin. Leitende Priester: Patrik Schmidt und Gerhard Jacob. Alle Pfarreien besitzen noch Pfarrrechte.[27]